# Walton-on-Thames
Walton-on-Thames ist eine Stadt im Borough Elmbridge in der Grafschaft Surrey in Südostengland. Sie hat 22.834 Einwohner und liegt Luftlinie 25 km südwestlich des Zentrums von London am Südufer der Themse, die hier seit Mitte des 18. Jahrhunderts von der mehrfach neu erbauten Walton Bridge überspannt wird.

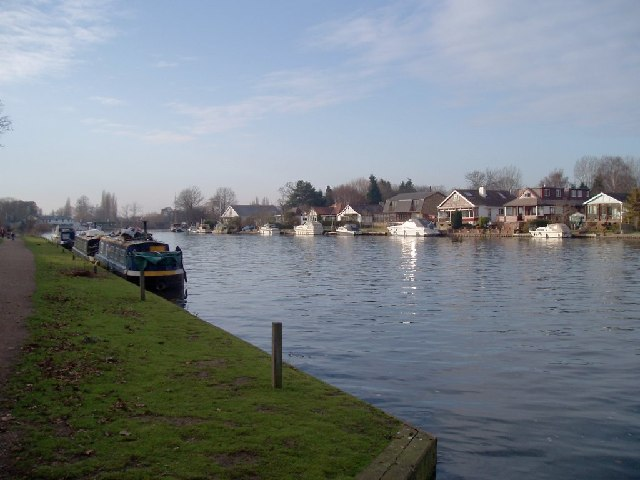
Walton-on-Thames am Themse-Ufer

Die Themse in Walton-on-Thames im Jahre 1899

Die Stelle war bereits von Kelten besiedelt. Der britische Archäologe William Camden (1551–1623) meinte irrtümlich, dort die Stelle gefunden zu haben, an der Julius Caesar bei seiner zweiten Invasion die Themse überquerte.
Der Name der Stadt ist angelsächsisch; die Stadt wird im Doomesday Book als „Waletona“ erwähnt.

## Töchter und Söhne der Stadt
- George Brydges Rodney, 1. Baron Rodney (1718–1792), Flottenadmiral
- John Somers-Smith (1887–1916), Ruderer
- Alan Richard Griffiths (1906–1993), Benediktinermönch und christlicher Mystiker
- Brian Jackson (1933–2020), Fußballspieler
- Tony Walton (1934–2022), Artdirector, Kostüm- und Szenenbildner
- Julie Andrews (* 1935), Schauspielerin, Sängerin, Schriftstellerin und Synchronsprecherin
- Nick Lowe (* 1949), Songwriter, Bassist, Sänger und Musikproduzent
- Paul Engelen (1949–2024), Maskenbildner
- Ian Rank-Broadley (* 1952), Bildhauer
- Danny Sapsford (* 1969), Tennisspieler
- Natascha McElhone (* 1969), Schauspielerin
- Toby Penty (* 1992), Badmintonspieler
- Katie Archibald (* 1994), Bahnradsportlerin